# 熱帶低氣壓WP262017
第二十六號熱帶低氣壓（英語：Tropical Depression 26W，正式編號WP262017）是個強度較弱而且持續時間較短的熱帶氣旋，於2017年10月在菲律賓中南部引發引發水災和山泥傾瀉。該系統於10月17日起源於一道在南海上的季風槽。它向東北偏東移動，並於翌日成為第二十六號熱帶低氣壓（下稱26）。26很快因風切變增強而減弱。10月19日，26被鄰近的颱風蘭恩吸收。
雖然26並未直接影響菲律賓，但它與颱風蘭恩的外圍雲帶及一道熱帶輻合帶產生相互作用，為棉兰老岛和米沙鄢群島帶來降雨。多個省份據報發生水災和山泥傾瀉。降雨全國造成18人死亡，經濟損失約2.48億菲律賓比索（483萬美元）。26亦產生巨浪並影響三宝颜半岛和苏禄群岛，但僅造成輕微破壞。

## 氣象歷史
10月17日，聯合颱風警報中心留意到巴拉望省以西形成一熱帶擾動。翌日，該系統的組織有所改善，聯合颱風警報中心針對其發布熱帶氣旋形成警報。隨着深層對流開始捲入中心，聯合颱風警報中心將系統升級為熱帶低氣壓，並將其編號為26。雖然身處风切变微弱和海面溫度達30度的水域，但赤道向的微弱外流使其未能顯著增強。它沿着東南方的高壓脊向東北偏東移動。不久之後，風切變增強，使其中心完全外露。深層對流向西北方切離。10月19日，隨着26正被鄰近的颱風蘭恩吸收，聯合颱風警報中心向其發布最後警告。

## 影響
26與颱風蘭恩（在當地稱為保羅）的外圍雲帶及一道熱帶輻合帶產生相互作用，為棉兰老岛帶來降雨。強降雨導致三宝颜半岛發生暴洪和山泥傾瀉，造成15人死亡。三宝颜有3,000多戶家庭因水災而流離失所。該市的學校因大雨而停課。26也在三寶顏引發风暴潮，摧毀沿海地區200多棟房屋。該市的損失達到1.76億菲律賓披索（344萬美元）。由於水災帶來巨大影響，三寶顏於10月19日宣布進入災難狀態。
在哥打巴托省卡門，一艘船傾覆，五人墮入河中。其中兩人無法逃離，隨後被發現身亡。在皮基特，七人在一場交通事故中受傷。在哥打巴托市，一輛載有兩名受傷海軍陸戰隊員的救護車在事故中翻車。其中一名海軍陸戰隊員在被送往醫院前已經不治，另外在救護車上的兩人也受傷。在北阿古桑省賈邦加，暴雨引發山泥傾瀉，三棟房屋被摧毀。在馬京達瑙省布爾登，洪水淹沒一座橋樑，一輛車被困。該省有15,963戶家庭受到水災影響。26也在蘇祿省和塔威塔威省產生巨浪，3,410人受影響。在邁姆邦，30棟房屋遭海浪破壞。
除棉蘭老島外，26也為内格罗斯岛帶來大雨。東內格羅省至少有四個村莊受水災和山泥傾瀉影響，87戶家庭被疏散。道路被岩石阻塞和損壞，導致陸路運輸中斷。據報該省出現停電。在朗芒芽地，另有1,000人被逼疏散。東內格羅省的學校均已停課。瓦倫西亞的民眾因山泥傾瀉被困，隨後獲救。政府表示，這次水災損失比2011年的天鷹還要嚴重，不過全省尚未通報任何人員傷亡。水災發生後，朗芒芽地和瓦倫西亞宣布進入災難狀態。鄰近的西內格羅省也遭受水災影響。1,982.3公頃的農地被洪水淹沒。1,601名農民受到響，農業損失達5,000萬菲律賓披索（97萬美元）。巴拉望省普林塞薩港發生兩宗山泥傾瀉，但無接獲任何人員傷亡的報告。在西民都洛省麥格塞塞，儘管洪水水深只有0.2米，但仍破壞955.5公頃的農作物，造成2,160萬菲律賓披索（42萬美元）的損失。

## 外部連結
- 聯合颱風警報中心有關第二十六號熱帶低氣壓的最佳路徑數據 （英語）
- 美國海軍研究實驗室有關26W.TWENTYSIX （英語）